# Antonio Pennarella
Antonio Pennarella (Nápoly, 1960. május 27. – Nápoly, 2018. augusztus 24.) olasz színész.

## Filmjei

### Mozifilmek
- A lepke álma (Il sogno della farfalla) (1994)
- I buchi neri (1995)
- Il verificatore (1995)
- Santo Stefano (1997)
- Giro di lune tra terra e mare (1997)
- Tatuaggi (1997)
- Lontano in fondo agli occhi (2000)
- Animali che attraversano la strada (2000)
- Lázadás a börtönszigeten (Nella terra di nessuno) (2000)
- Vörös Hold (Luna rossa) (2001)
- Gli indesiderabili (2003)
- Sulla mia pelle (2003)
- Verso nord (2004)
- La guerra di Mario (2005)
- Marcello Marcello (2008)
- Le ombre rosse (2009)
- Noi credevamo (2010)
- Egy mészárlás regénye (Romanzo di una strage) (2012)
- Anni felici (2013)
- Song 'e Napule (2013)
- Take Five (2013)
- Dimmelo con il cuore (2014)
- Perez. (2014)
- Leoni (2015)
- Natale col boss (2015)
- Elválaszthatatlanok (Indivisibili) (2016)
- Due soldati (2017)
- Nato a Casal di Principe (2017)
- La vita in comune (2017)

### Rövidfilmek
- Stesso Desiderio (1993)
- Doppia luce (2015)

### Tv-filmek
- Una lepre con la faccia di bambina (1988)
- L'attentatuni (2001)
- Rosafuria (2003)
- Elveszett életek (Vite a perdere) (2004)
- La terza verità (2007)
- Il coraggio di Angela (2008)
- Il caso Enzo Tortora - Dove eravamo rimasti? (2012)
- Per amore del mio popolo (2014)
- Lea (2015, tv-film)

### Tv-sorozatok
- Rocca parancsnok (Il maresciallo Rocca) (1996, egy epizódban)
- La stagione dei delitti (2004–2007, tíz epizódban)
- Capri – Az álmok szigete (Capri) (2010, 13 epizódban)
- Il clan dei camorristi (2013, három epizódban)
- Il tredicesimo apostolo: La rivelazione (2014, két epizódban)
- Mister Ignis (2014, egy epizódban)
- Squadra antimafia - Palermo oggi (2014, egy epizódban)